# 1507 Vaasa
1507 Vaasa eller 1939 RD är en asteroid upptäckt 12 september 1939 av den finska astronomen Liisi Oterma vid Storheikkilä observatorium. Asteroiden har fått sitt namn efter staden Vasa i Finland.